# Derolus sericeomaculatus
Derolus sericeomaculatus es una especie de escarabajo longicornio del género Derolus, tribu Cerambycini, subfamilia Cerambycinae. Fue descrita científicamente por Adlbauer en 2009.

## Descripción
Mide 11-14 milímetros de longitud.

## Distribución
Se distribuye por Camerún, Costa de Marfil y República Centroafricana.